# Монтеро, Фреди
Фре́ди Монте́ро Муньо́с (исп. Fredy Henkyer Montero Muñoz; 26 июля 1987 Кампо-де-ла-Крус, Колумбия) — колумбийский футболист, нападающий. Выступал за сборную Колумбии.

## Клубная карьера

### «Депортиво Кали»
Первым клубом Фреди Монтеро стал «Депортиво Кали», в котором он играл в юношеской команде с 13 лет. Свой дебют в качестве профессионального футболиста колумбиец совершил в клубе «Академия». В 2006 году он был арендован клубом «Атлетико Уила» в котором он стал лучшим бомбардиров чемпионата Колумбии, забив 13 мячей. После окончания срока аренды он вернулся в «Депортиво Кали», несмотря на интерес со стороны европейских клубов, и снова стал лучшим бомбардиром с 16-ю голами.

### «Сиэтл Саундерс»
21 января 2009 года Монтеро был арендован американским клубом «Сиэтл Саундерс», начинающим свои выступления в MLS. 19 марта 2009 года в матче стартового тура сезона против «Нью-Йорк Ред Буллз» он забил два мяча, в том числе первый гол в истории «Сиэтл Саундерс» в MLS, а также отдал результативную передачу, за что был назван игроком недели в лиге. В двух матчах марта 2009 года всего он забил трижды и один раз ассистировал, в результате чего был признан игроком месяца в MLS. Во время его выступлений за американский клуб к футболисту проявил интерес английский «Фулхэм». Монтеро отказал, сказав, что хочет продолжать выступать за клуб из Сиэтла. Он был отобран на Матч всех звёзд MLS 2009, где с командой звёзд лиги встретился английский «Эвертон». По итогам сезона 2009 Монтеро был признан новоприбывшим игроком года в MLS.
Отметившись результативными действиями в восьми матчах лиги подряд, в июле 2010 года он во второй раз в карьере удостоился звания игрока месяца. В конце 2010 года Монтеро получил грин-карту и в MLS перестал считаться иностранным игроком По окончании сезона 2010 «Сиэтл Саундерс» выкупил Монтеро, предоставив ему статус назначенного игрока.
В самом начале сезона 2011 колумбиец ломал запястье и был вынужден пропустить несколько игр. К середине сезона он набрал форму и снова стал выступать на своем уровне. После покупки аргентинского нападающего Мауро Росалеса игра Монтеро стала ещё эффективнее. Он закончил сезон, забив 18 мячей в различных турнирах. В 2011 году его команда выиграла Кубок США и Фреди Монтеро стал лучшим игроком турнира, забил три мяча в трёх финальных играх.
В начале 2013 года Монтеро вернулся в Колумбию, уйдя в аренду в клуб «Мильонариос». Одновременно с этим он продлил контракт с «Саундерс».

### «Спортинг»
Летом 2013 года Фреди Монтеро перебрался в Европу, 22 июля он был арендован с правом выкупа португальским «Спортингом» из Лиссабона. В первом же матче нападающий забил три мяча в ворота футбольного клуба «Арока». 30 января 2014 года Монтеро подписал с португальским клубом постоянный контракт, рассчитанный на четыре с половиной года.

### «Тяньцзинь Тэда»
В начале 2016 года Монтеро за €5 млн перешёл в клуб китайской Суперлиги «Тяньцзинь Тэда».
15 февраля 2017 года Монтеро вернулся в MLS, отправившись в аренду на один год в «Ванкувер Уайткэпс» в качестве назначенного игрока. В своём дебюте за «Уайткэпс», в ответном матче четвертьфинала Лиги чемпионов КОНКАКАФ 2016/17 против «Нью-Йорк Ред Буллз» 2 марта, отличился голом.

### Возвращение в «Спортинг»
В январе 2018 года лиссабонский «Спортинг» объявил о возвращении Монтеро в свои ряды. Контракт был подписан сроком на полтора года и включал опции продления ещё на два года, отступные на случай расторжения составляли €60 млн.

### «Ванкувер Уайткэпс»
15 февраля 2019 года контракт Монтеро со «Спортингом» был расторгнут по взаимному согласию сторон, и тот же день он вернулся в «Ванкувер Уайткэпс», подписав двухлетний контракт до конца сезона 2020. По окончании сезона 2020 контракт Монтеро с «Ванкувер Уайткэпс» истёк.

### Возвращение в «Сиэтл Саундерс»
4 марта 2021 года Монтеро вернулся в «Сиэтл Саундерс», подписав однолетний контракт с опциями продления на сезоны 2022 и 2023. По окончании сезона 2021 «Саундерс» не стал продлевать контракт с Монтеро согласно опции, но 21 января 2022 года клуб подписал с игроком новый однолетний контракт с опцией продления на сезон 2023. По окончании сезона 2022 «Саундерс» провёл переговоры с Монтеро о новом контракте, и 14 декабря 2022 года клуб подписал с игроком однолетний контракт на сезон 2023. По окончании сезона 2023 контракт Монтеро с «Сиэтл Саундерс» истёк.

## Карьера в сборной
Первый матч за национальную сборную Колумбии Фреди Монтеро сыграл 9 мая 2007 года против сборной Панамы. Первый мяч за сборную нападающий забил в неофициальном матче против сборной Каталонии 29 декабря 2008 года на «Камп Ноу». Последний его матч был против команды Венесуэлы в 2009 году. С тех пор он больше не получал вызова в национальную сборную страны.

## Личная жизнь
Фреди Монтеро родился 26 июля 1987 города в колумбийском городе Кампо-де-ла-Крус. Он старший из четырёх детей в семье. У него две сестры и один брат. В 2010 году он был обвинён в сексуальном насилии, но все обвинения были сняты из-за отсутствия достаточного количества доказательств. В апреле 2012 года он женился на своей девушке Алексис. В 2011 году он пожертвовал около $29 000 жертвам сезона дождей в Колумбии.

## Достижения
Командные
 «Сиэтл Саундерс»
- Обладатель Открытого кубка США: 2009, 2010, 2011
- Победитель Лиги чемпионов КОНКАКАФ: 2022

 «Спортинг»
- Обладатель Кубка Португалии: 2014/15, 2018/19
- Обладатель Кубка португальской лиги: 2017/18, 2018/19
- Обладатель Суперкубка Португалии: 2015

Индивидуальные
- Лучший бомбардир чемпионата Колумбии: апертура 2007 (13 мячей), финалисасьон 2008 (16 мячей)
- Лучший игрок Открытого кубка США: 2011
- Участник Матча всех звёзд MLS: 2009, 2010
- Новоприбывший игрок года в MLS: 2009
- Игрок месяца в MLS: март 2009, июль 2010